# 泰孔德羅加 (紐約州)
泰孔德羅加（英語：Ticonderoga）是一個位於美國紐約州艾塞克斯縣的鎮。

## 人口
根據2020年美國人口普查的數據，泰孔德羅加的面積為229.07平方千米，當中陸地面積為210.91平方千米，而水域面積為18.16平方千米。當地共有人口4789人，而人口密度為每平方千米21人。